# 岡本聖子
岡本 聖子（おかもと せいこ、1978年3月14日 - ）は、大阪府豊中市出身の女子プロテニス選手。WTAツアーの2004年ホバート大会で浅越しのぶと組んだ女子ダブルスで優勝した。自己最高ランキングはシングルス178位、ダブルス123位。

## 来歴
豊中市立南桜塚小学校6年時にテニスを本格的に始め、1990年に進学した夙川学院中学校・高等学校では全国大会での団体優勝メンバーになった。1996年に亜細亜大学へ進学し、3年生の1998年にはインカレでシングルスと女子ダブルスの両方で優勝した。全日本選手権でもシングルで準優勝、女子ダブルスでもベスト4に入り、日本テニス界のトッププレーヤの1人となった。
2000年、大学卒業後にプロへ転向し、日本国内や海外の大会を転戦、2004年にはWTAツアーのホバート大会で浅越しのぶと組んだ女子ダブルスでツアー初優勝を飾った。同年には竹村りょうことのペアで全豪オープンの女子ダブルスに出場し、4大大会に初めて出場したが、1回戦でマルチナ・ナブラチロワとリサ・レイモンドのペアに敗れた。2005年には再び全豪オープンの女子ダブルスに出場し、全日本選手権では高瀬礼美と組んだ女子ダブルスと、佐藤博康と組んだ混合ダブルスの2冠を制し、初の全日本タイトルを獲得した。その後もプロテニスプレーヤーとしての活動を続け、2008年には佐藤とのペアで再び全日本選手権の混合ダブルスに優勝した。
その後は島津製作所と契約し、マネジメントは吉本興業に委託しながら現役選手としての活動を続けていたが、2010年9月に現役引退を発表した。
私生活では2009年に当時自身のコーチを務めていたテニス指導者・解説者の佐藤武文（佐藤博康の兄）と結婚している。

## WTAツアー決勝進出結果

### ダブルス: 1回 (1勝0敗)
| 結果 | No. | 決勝日        | 大会     | サーフェス | パートナー | 対戦相手                            | スコア        |
| ---- | --- | ------------- | -------- | ---------- | ---------- | ----------------------------------- | ------------- |
| 優勝 | 1.  | 2004年1月16日 | ホバート | ハード     | 浅越しのぶ | エルス・カレンズ バルバラ・シェット | 2–6, 6–4, 6–3 |

## 主な成績

### 学生時代
- 全日本中学生選手権 - 団体優勝（中学3年時）
- 全国高等学校総合体育大会（インターハイ） - 団体3位、シングルスベスト8（いずれも高校3年時）
- 全日本学生テニス選手権大会（インカレ） - シングルス準優勝、女子ダブルス優勝（いずれも大学3年時）
- 大学王座決定戦 - 優勝2回（大学2年、同3年時）
- 全日本テニス選手権 - 女子シングル準優勝、女子ダブルスベスト4（いずれも大学3年時）
- ユニバーシアード - 3位（銅メダル）3個

### プロ転向後
- 全日本テニス選手権 - 女子シングル準優勝（2003年）、女子ダブルス優勝1回（2005年）準優勝1回（2003年）、混合ダブルス優勝2回（2005年、2008年）
- イザワ・クリスマスオープン・テニストーナメント - ダブルス優勝2回（2004年、2006年）